# Перковић
Перковић је насељено мјесто у Далмацији. Припада граду Шибенику, у Шибенско-книнској жупанији, Република Хрватска.

## Географија
Перковић припада кругу насеља око железничке станице Перковић, а то су још: Ситно Доње и Сливно. Насеље Перковић обухвата два села: Перковићи и Мрдеже, а припадају катастарској општини Сливно.

### Перковићи
Перковићи су удаљени од железничке станице Перковић око 1 км. Сама железничка станица се налази у склопу катастарске општине и насеља Ситно Доње. Насеље Перковић занимљиво је и по томе што је подјељено и на заселак Перковићи, Матићи, Мрдеже и Подњиве.
Село Перковићи лежи на југоисточним падинама брдашца Срдашце (298 м), а са јужне стране је Мравник (503м), а са источне стране Тровро (485 м).
Долазећи возом из Шибеника, Перковићи се налазе са лијеве стране пруге када се, након Кошава и Ладуша, између Мравника и Срдашца избије у удолину надомак станици Перковић.
Путем у Перковић се стиже или преко Данила и Сливна, или преко Врпоља и Рипишта.

## Становништво
Према попису становништва из 2011. године, насеље Перковић је имало 111 становника.
| Демографија | Демографија | Демографија |
| Година      | Становника  | Становника  |
| ----------- | ----------- | ----------- |
| 1971.       | 170         |             |
| 1981.       | 142         |             |
| 1991.       | 146         |             |
| 2001.       | 115         |             |
| 2011.       |             | 111         |